# IFK Sundsvall
El IFK Sundsvall es un equipo de fútbol de Suecia que juega en la Division 3 Mellestra Norrland, una de las ligas que conforman la quinta división de fútbol en el país.

## Historia
Fue fundado el 22 de febrero de 1895 en la ciudad de Sundsvall y en sus primeros años pasó en las categorías intermedias del fútbol sueco, esto hasta que en la temporada de 1976 hace su debut en la Allsvenskan luego de ganar el título de la segunda categoría. El club sufrió en su temporada de debut y en 1977 regresa a la segunda categoría.
En tan solo una temporada, el club gana el título de la segunda categoría y retorna a la Allsvenskan en 1979, militando en la máxima categoría por tres temporadas hasta su descenso en 1981, y desde entonces el club ha estado entre la tercera y quinta división del fútbol sueco.

## Palmarés
- Division 1 Norra: 1

1992
- Division 2 Norra: 3

1975, 1978, 1990
- Division 3 Södra Norrland: 1

1985
- Division 3 Mellestra Norrland: 1

1989

## Récords
- Asistencia a partido de local: 10,650 el 16 de mayo de 1976 ante el IFK Norrköping en la Allsvenskan.[7]

## Clubes afiliados
- Medelpads Fotbollförbund.[8]